# نورالحق مانیک
نورالحق مانیک (انگلیسی: Nurul Haque Manik; ۲۵ ژوئن ۱۹۶۴ – ۱۴ ژوئن ۲۰۲۰) بازیکن فوتبال اهل بنگلادش بود.
وی همچنین در تیم ملی فوتبال بنگلادش بازی کرده است.
وی در مسابقات کشوری و بین‌المللی در مجموع برندهٔ ۱ مدال نقره شده است.